# Raise Your Glass
Raise Your Glass è un brano musicale della cantante statunitense Pink, estratto come primo singolo dalla sua prima compilation, Greatest Hits... So Far!!!, pubblicata a novembre 2010.
Ha fatto il debutto in radio il 6 ottobre, e il giorno dopo è stato reso disponibile su iTunes nel Nordamerica. La canzone è stata scritta da Pink, Max Martin e Shellback e prodotta da Max Martin e Shellback.

## Video musicale
Le riprese per il video della canzone sono cominciate il 4 ottobre 2010.. Il video dà voce a tutti gli oppressi della società occidentale, e affronta molte tematiche, da quelle animaliste a quelle in difesa degli immigrati e dei diritti delle persone omosessuali. Pink in un'intervista rilasciata a MTV ha dichiarato: "Nel giardino di casa mia sono state celebrate le nozze della mia migliore amica: lei è gay e si è sposata con la sua compagna e tutto è stato veramente meraviglioso. Quando tutto è terminato sua madre mi ha detto: “Perché tutto questo non può essere legale?” ed è scoppiata in lacrime. È stata la situazione più straziante che io abbia mai vissuto e questa è la ragione per cui ho deciso di realizzare il video".
Il video è stato pubblicato ufficialmente il 2 novembre 2010 sul sito web ufficiale della cantante.

## Tracce
1. Raise Your Glass - 3:23
2. U + Ur Hand (Live In Australia) - 4:14

## Successo commerciale
Il singolo debutta alla posizione #51 della classifica statunitense e alla sua ottava settimana, con oltre 209 000 copie digitali vendute, riesce a raggiungere la vetta, che mantiene per una sola settimana: è il terzo brano di Pink a raggiungere la vetta della classifica statunitense dopo Lady Marmalade, a fianco di Christina Aguilera, Mýa e Lil' Kim, e So What.
P!nk diventa anche la terza artista (con 11 singoli) ad aver collezionato il maggior numero di singoli nei primi dieci posti della Billboard Hot 100 nel terzo millennio, dopo Rihanna e Beyoncé rispettivamente con 16 e 14.
Il brano riscuote un grande successo anche in Australia e in Canada, dove sale rispettivamente alla prima e seconda posizione.

## Classifiche

### Classifiche settimanali
| Classifica (2010)          | Posizione massima |
| -------------------------- | ----------------- |
| Australia                  | 1                 |
| Austria                    | 9                 |
| Belgio (Fiandre)           | 21                |
| Belgio (Vallonia)          | 29                |
| Canada                     | 2                 |
| Danimarca                  | 12                |
| Europa                     | 10                |
| Finlandia                  | 5                 |
| Germania                   | 5                 |
| Giappone                   | 19                |
| Irlanda                    | 14                |
| Italia                     | 30                |
| Norvegia                   | 14                |
| Nuova Zelanda              | 5                 |
| Paesi Bassi                | 3                 |
| Regno Unito                | 13                |
| Repubblica Ceca            | 1                 |
| Slovacchia                 | 5                 |
| Stati Uniti                | 1                 |
| Stati Uniti (adult top 40) | 28                |
| Stati Uniti (pop)          | 4                 |
| Svezia                     | 15                |
| Svizzera                   | 9                 |
| Ungheria                   | 1                 |

### Classifiche di fine anno
| Classifica (2011) | Posizione |
| ----------------- | --------- |
| Australia         | 86        |
| Stati Uniti       | 17        |

## Cover
Il pezzo è stato reinterpretato nel 2011 da Darren Criss per la colonna sonora del telefilm Glee, pubblicato come singolo digitale e raccolto nell'album Glee presents: The Warblers e nel 2014 da Kristin Chenoweth sempre nella serie televisiva Glee nella puntata dodici della quinta stagione